# 奥八兵衛

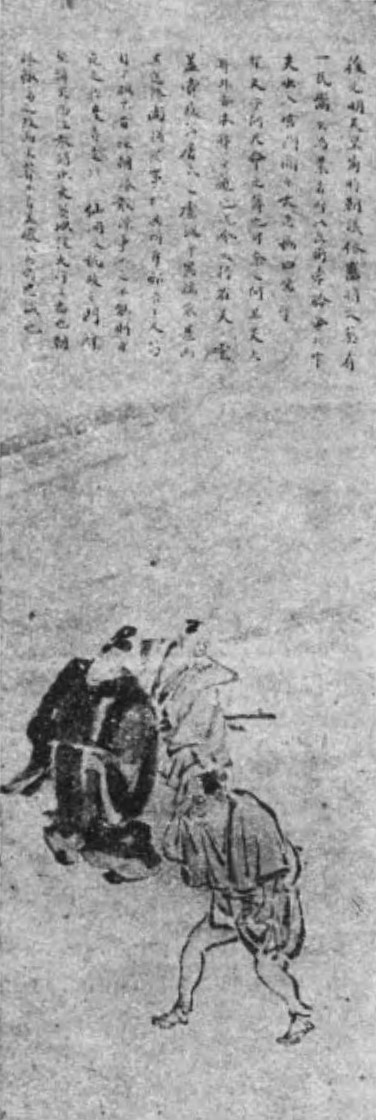
佐藤正持「魚屋八兵衛図」毛呂清春旧蔵。

奥 八兵衛（おく はちべえ、生年不詳 - 寛文9年1月23日（1669年2月23日））は、江戸時代、京都の魚屋である。屋号は河内屋。
代々の家業である魚商にたずさわり、鮮魚を調進するため皇居にも出入りしていた。承応3年（1654年）、後光明天皇の崩御に際して、先例により葬儀は仏教の式とし、玉体（天皇の身体）は荼毘に付す（火葬）ことと朝議で決した。これを聞いた八兵衛は、火葬が仏教に基づく葬制であるところ、かねて天皇は儒学に専心して「火葬は不仁である」と嘆き、仏教を信仰していなかったことから、火葬することは天皇の意思に沿わないと考えた。そこで八兵衛は、仙院（上皇の御所）から関白の屋敷、後宮、官吏の役宅まで訪ね回り、数日にわたって号泣して火葬の中止を建言懇請した。ついに朝議は八兵衛の建言を採納し、持統天皇から千年近くにわたって断続的に行われていた天皇の火葬を停止した。以後、昭和天皇に至るまで歴代天皇は土葬された。
1879年（明治12年）に、忠誠を賞して、子孫の奥八郎兵衛が追賞を受けて士族に列せられ、さらに1907年（明治40年）5月には八兵衛に正五位が贈られた。

## 子孫
子孫とされる奥八郎兵衛も宮中の魚を扱う御用商人で、丸太町富小路東入に店舗を構えていた。11代目八郎兵衛は星ヶ岡茶寮を共同創業し、妻に子爵・杉孫七郎の娘・雪子を迎えた。その娘の詔子は日魯漁業創業者・堤清六の子・清七に嫁ぎ、さらにその娘・正子は三菱財閥家の沢田美喜の長男・信一の妻となった。信一の兄・沢田久雄の後妻は歌手の安田祥子、その妹は由紀さおり。
1882年に、11代目八郎兵衛の岳父で宮内省図書頭だった杉孫七郎子爵による碑文が記された八兵衛の顕彰碑が知恩院の境内に建てられた。

## 関連書
- 『宮中のシェフ、鶴をさばく　江戸時代の朝廷と庖丁道』西村慎太郎、吉川弘文館、2012.5